# Libysche Badmintonmeisterschaft
Libysche Badmintonmeisterschaften werden seit 1965 ausgetragen. Von 1965 bis 1969 wurde die Meisterschaft von der Anglo-American Table Tennis und Badminton League organisiert, welche 1963 gegründet wurde und im Juli 1969 assoziiertes Mitglied im Badminton-Weltverband IBF wurde.

## Die Titelträger
| Saison    | Herreneinzel        | Dameneinzel     | Herrendoppel                      | Damendoppel                     | Mixed                                 |
| --------- | ------------------- | --------------- | --------------------------------- | ------------------------------- | ------------------------------------- |
| 1965      | Joseph Zammit-Lewis | Sheila Ferguson | Joseph Zammit-Lewis Richard Watts | Sheila Ferguson Connie Leppard  | Joseph Zammit-Lewis Christine Flatley |
| 1966      | Joseph Zammit-Lewis | Sheila Ferguson | Joseph Zammit-Lewis William Smith | Pamela Guest Connie Leppard     | Joseph Zammit-Lewis Jean Graves       |
| 1967      | Afsar Khan          | Hannah Beltmann | Joseph Zammit-Lewis Thomas Purdy  | Hannah Beltmann Sheila Ferguson | Joseph Zammit-Lewis Carrol Jones      |
| 1968      | Joseph Zammit-Lewis | Hannah Beltmann | Afsar Khan Bimal Banerjee         | Lo Jarvis Marion Duckworth      | Joseph Zammit-Lewis Eleanor O’Keefe   |
| 1968      | Sandie Davie        | Hannah Beltmann | Sandie Davie Bimal Banerjee       | Deardrie Wood Ruth Shotton      | Sandie Davie Marion Mahoney           |
| 1969 2024 | keine Daten         | keine Daten     | keine Daten                       | keine Daten                     | keine Daten                           |